# CA Fénix (Pilar)
Club Atlético Fénix – argentyński klub piłkarski z siedzibą w mieście Pilar będącym częścią zespołu miejskiego Buenos Aires.

## Osiągnięcia
- Mistrz piątej ligi argentyńskiej Primera D Metropolitana: 2000 Clausura, 2004/2005

## Historia
Klub założony został 25 kwietnia 1948 roku. Do ogólnonarodowej federacji piłkarskiej przystąpił 10 lat później, w roku 1958, jednak nigdy nie zagrał w najwyższej lidze Argentyny.